# پونس (دهانه)
پونس یک دهانه برخوردی در ماه‌ است.

## دهانه‌های اقماری
این دهانه ۱۴ دهانه اقماری دارد.
| Pons | عرض جغرافیایی | طول جغرافیایی | قطر          |
| ---- | ------------- | ------------- | ------------ |
| A    | ۲۷.۳° S       | ۲۰.۰° E       | ۱۲.۰ کیلومتر |
| C    | ۲۷.۹° S       | ۲۲.۳° E       | ۱۸.۰ کیلومتر |
| B    | ۲۸.۷° S       | ۲۰.۷° E       | ۱۳.۰ کیلومتر |
| E    | ۲۵.۸° S       | ۲۳.۸° E       | ۱۸.۰ کیلومتر |
| D    | ۲۵.۵° S       | ۲۲.۱° E       | ۱۵.۰ کیلومتر |
| G    | ۲۸.۳° S       | ۲۱.۴° E       | ۶.۰ کیلومتر  |
| F    | ۲۳.۷° S       | ۲۱.۲° E       | ۱۲.۰ کیلومتر |
| H    | ۲۶.۹° S       | ۲۲.۳° E       | ۱۰.۰ کیلومتر |
| K    | ۲۷.۴° S       | ۲۲.۸° E       | ۷.۰ کیلومتر  |
| J    | ۲۴.۹° S       | ۲۲.۲° E       | ۵.۰ کیلومتر  |
| M    | ۲۷.۱° S       | ۲۴.۱° E       | ۱۱.۰ کیلومتر |
| L    | ۲۷.۵° S       | ۲۰.۹° E       | ۸.۰ کیلومتر  |
| N    | ۲۶.۰° S       | ۲۳.۰° E       | ۶.۰ کیلومتر  |
| P    | ۲۵.۰° S       | ۲۳.۱° E       | ۵.۰ کیلومتر  |